# Formigara
Formigara ist eine norditalienische Gemeinde (comune) mit 994 Einwohnern (Stand 31. Dezember 2023) in der Provinz Cremona in der Lombardei. Die Gemeinde liegt etwa 22 Kilometer westnordwestlich von Cremona an der Adda und im Parco dell'Adda Sud und grenzt unmittelbar an die Provinz Lodi.